# Higašiómi
Higašiómi (japonsky 東近江市) je město v prefektuře Šiga v Japonsku. K roku 2018 v něm žilo 113 tisíc obyvatel.

## Poloha a doprava
Higašiómi leží v jižní části největšího japonského ostrova Honšú. V rámci prefektury Šigy leží na jejím jihovýchodě a na východě hraničí s prefekturou Mie.
Jedná se o železniční uzel. Mimo jiné přes ni prochází železniční trať Tokio – Kóbe, na které provozuje vlaky Západojaponská železniční společnost.

## Dějiny
Higašiómy vzniklo 11. února 2005 sloučením řady starších obcí. Další obce do něj byly sloučeny k 1. lednu 2006.

### Rodáci
- Masanobu Deme (1932–2016), režisér